# 苍霞洲基督堂
26°3′10.055″N 119°18′14.724″E / 26.05279306°N 119.30409000°E
苍霞洲基督堂是英国圣公会福建教区的主教座堂，位于今福州市台江区苍霞洲交通巷17号。
福建教区是英国圣公会在中国开创的规模最大的一个教区。1850年该会传入福州，初期受到当地士绅强烈反对，1862年，在福州建造的第一座教堂南后街萃贤堂也被烧毁。但传教士们继续不懈的工作，终于使福建成为圣公会在中国最重要的传教区。1906年，中华圣公会福建教区脱离香港主教（港粵教區）的管辖，成为一个独立教区，在中华圣公会11个教区中信徒人数遥遥领先。第一任主教是贝嘉德（1906—1918年）。
该堂创建于1870年，最初在苍霞洲广裕楼租房设立布道所，信徒增加后，1882年，以1800银元买下倚霞桥1号的一个旧茶仓。1924年11月1日诸圣日，圣公会福建教区主教恒约翰在此主持奠基仪式，开工建造主教座堂，到1927年11月13日全部建成，举行座堂落成祝圣典礼，由中华圣公会主教院主席鄂方智主持并讲道。堂为砖木结构，英国建筑风格，可容纳1000人。中华圣公会重要会议常在此召开。
1950年，中国大陆基督教的三自爱国运动的签名活动由该堂开始。1958年，教堂部分场所被台江制药厂占用。1966年8月17日，文革开始后，座堂被关闭，全部被药厂占用。
1985年8月11日改名苍霞堂重新开放。1994年有信徒1500人，仍是福州市一座重要的基督教堂。
苍霞洲基督堂是福州现存的老教堂之一，被列为台江区文物保护单位 。2020年1月2日，苍霞洲基督堂公布为第八批福州市文物保护单位。

## 圖集

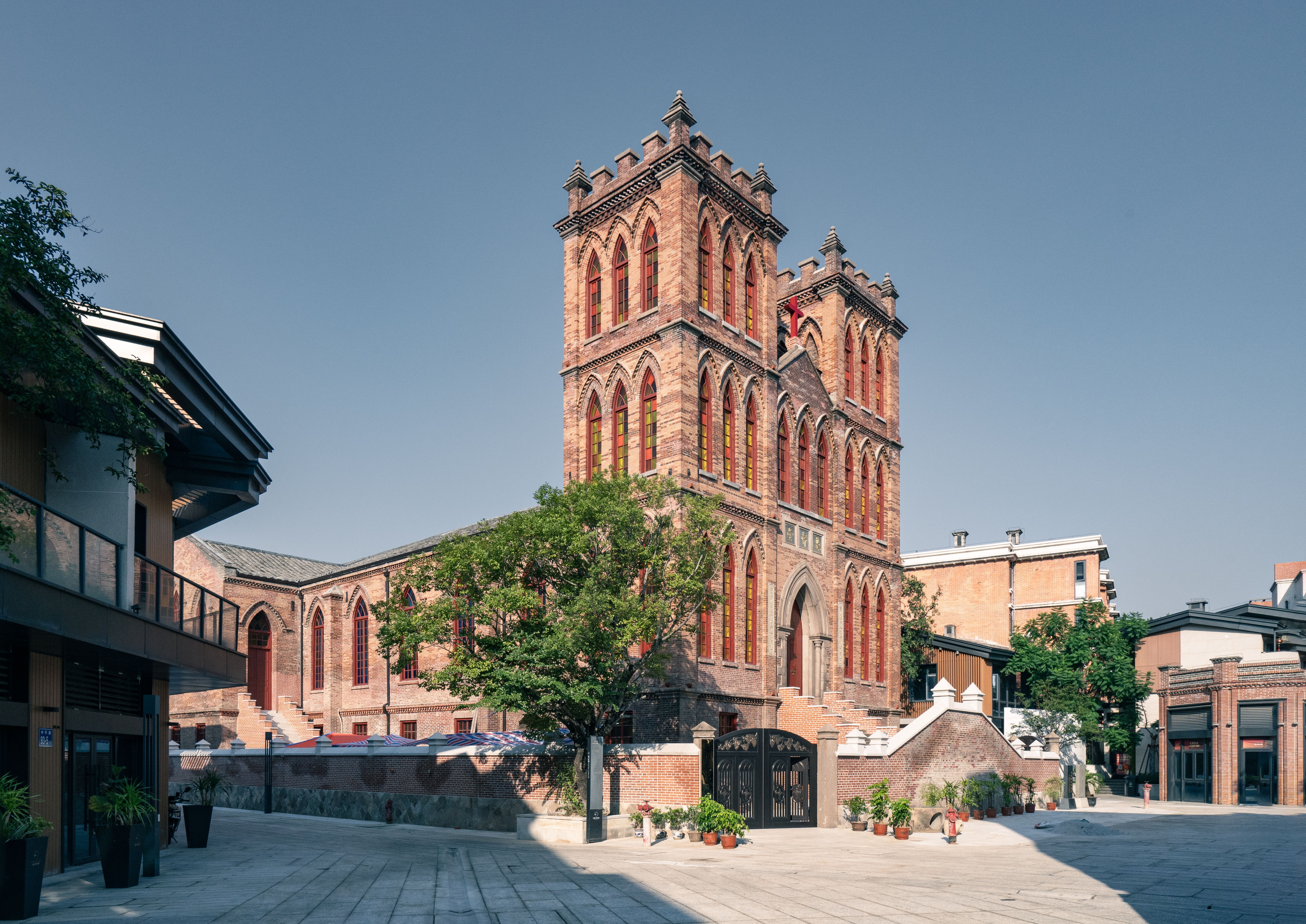
2024年的蒼霞洲基督堂